# Дом Ганди
Ганди Хаус (англ. Gandhi House) также известный как Сатьяграха Хаус (англ. Satyagraha House) — музей, расположенный в Йоханнесбурге, ЮАР. Здание зарегистрировано как часть исторического наследия Йоханнесбурга. Ранее дом принадлежал Махатме Ганди, здесь он жил и работал в 1908—1909 годах. Дом был построен по проекту архитектора Германа Калленбаха.

## История
Махатма Ганди провел в Южной Африке 21 год (1893—1914), лишь ненадолго покидая страну ради визитов в Индию и Великобританию. В 1904 году Ганди встретил Германа Калленбаха, немецко-еврейского архитектора, прибывшего в страну в 1896. В 1907 году Калленбах спроектировал и построил дом, похожий по форме на две местные хижины (рондавель), но сделанный с использованием методов европейского строительства. Он был назван Kraal, что означает «сарай» на английском и африкаанс.
Дом имел конюшни и теннисный корт, но оба жильца вели строгую жизнь. Ганди спал в комнате на чердаке, куда он попадал по лестнице. Жильцы делили на двоих одну кухню и развлекали своих гостей в общей гостиной. В хижины-спальни можно было попасть только с улицы. После заселения жизнь Калленбаха изменилась, и количество денег, которое он тратил на себя, уменьшилось в десять раз. Они с Ганди выехали из дома в 1909 году.
В следующие годы дом сменил несколько владельцев. К нему были пристроены ещё две спальни и крыльцо. В 2009 году он был куплен французской туристической компанией Voyageurs du Monde к огорчению правительства Индии, которое хотело приобрести его как индийский национальный памятник. Дом был восстановлен и открыт для публики в качестве музея и гостевого дома в 2011 году.